# Línea 415 (Interurbanos Madrid)
La línea 415 de la red de autobuses interurbanos de Madrid une el área intermodal de Villaverde Bajo-Cruce con la Urbanización Los Vallejos, en Colmenar de Oreja.

## Características
Esta línea une la capital con Villaconejos y la Urbanización Los Vallejos, en Colmenar de Oreja.
La línea mantiene los mismos horarios todo el año (exceptuando las vísperas de festivo y festivos de Navidad).
Está operada por la empresa La Veloz mediante la concesión administrativa VCM-301 - Madrid – Valdelaguna – San Martín de la Vega (Viajeros Comunidad de Madrid) del Consorcio Regional de Transportes de Madrid.

## Horarios
Los horarios que no sean cabecera son aproximados.
| Lunes a viernes laborables              |                                    |                                    |                                    |                                    |                                    |                                    |                                    |
| Madrid > Urbanización Los Vallejos      | Madrid > Urbanización Los Vallejos | Madrid > Urbanización Los Vallejos | Madrid > Urbanización Los Vallejos | Urbanización Los Vallejos > Madrid | Urbanización Los Vallejos > Madrid | Urbanización Los Vallejos > Madrid | Urbanización Los Vallejos > Madrid |
| Madrid                                  | San Martín de la Vega              | Villaconejos                       | Urb. Los Vallejos                  | Urb. Los Vallejos                  | Villaconejos                       | San Martín de la Vega              | Madrid                             |
| 08:30                                   | 09:05                              | 09:30                              | 09:45                              | 06:00                              | 06:15                              | 06:40                              | 07:15                              |
| 10:30                                   | 11:05                              | 11:30                              | 11:45                              | 07:00                              | 07:15                              | 07:40                              | 08:15                              |
| 12:30                                   | 13:05                              | 13:30                              | 13:45                              | 10:00                              | 10:15                              | 10:40                              | 11:15                              |
| 15:30                                   | 16:05                              | 16:30                              | 16:45                              | 14:00                              | 14:15                              | 14:40                              | 15:15                              |
| 19:15                                   | 19:50                              | 20:15                              | 20:30                              | 17:00                              | 17:15                              | 17:40                              | 18:15                              |
| 22:30                                   | 23:05                              | 23:30                              | 23:45                              | 21:00                              | 21:15                              | 21:40                              | 22:15                              |
| Sábados laborables, domingos y festivos |                                    |                                    |                                    |                                    |                                    |                                    |                                    |
| Madrid > Urbanización Los Vallejos      | Madrid > Urbanización Los Vallejos | Madrid > Urbanización Los Vallejos | Madrid > Urbanización Los Vallejos | Urbanización Los Vallejos > Madrid | Urbanización Los Vallejos > Madrid | Urbanización Los Vallejos > Madrid | Urbanización Los Vallejos > Madrid |
| Madrid                                  | San Martín de la Vega              | Villaconejos                       | Urb. Los Vallejos                  | Urb. Los Vallejos                  | Villaconejos                       | San Martín de la Vega              | Madrid                             |
| 08:45                                   | 09:20                              | 09:45                              | 10:00                              | 07:15                              | 07:30                              | 07:55                              | 08:30                              |
| 12:30                                   | 13:05                              | 13:30                              | 13:45                              | 10:15                              | 10:30                              | 10:55                              | 11:30                              |
| 17ː45                                   | 18:20                              | 18ː45                              | 19:00                              | 16ː00                              | 16ː15                              | 16ː40                              | 17:15                              |
| 21:30                                   | 22:05                              | 22:30                              | 22:45                              | 19:15                              | 19:30                              | 19:55                              | 20:30                              |

## Recorrido y paradas

### Sentido Villaconejos - Los Vallejos
| Código | Parada                                   | Común con            | Conexiones con Metro y Cercanías | Municipio             | Zona |
| ------ | ---------------------------------------- | -------------------- | -------------------------------- | --------------------- | ---- |
| 16732  | Av. Andalucía - Villaverde Bajo Cruce    | 412 414 427 432      | Villaverde Bajo Cruce            | Madrid                |      |
| 5856   | Los Rosales-Níquel                       | 411 412 85 123       |                                  | Madrid                |      |
| 4982   | Centro Cultural Los Rosales              | 411 412 85 123       |                                  | Madrid                |      |
| 18275  | Av. Los Rosales - Zafiro                 | 411 412              |                                  | Madrid                |      |
| 07690  | Av. Los Rosales - Gasolinera             | 411 412              |                                  | Madrid                |      |
| 07689  | Av. Los Rosales - Depuradora Butarque    | 411 412              |                                  | Madrid                |      |
| 08123  | Av. Los Rosales - Ventorro               | 411 412              |                                  | Madrid                |      |
| 08125  | Ctra. M-301 - Monte Perdido              | 411 412 4            |                                  | Getafe                |      |
| 08129  | Ctra. M-301 - Complejo Deportivo         | 411 412 4            |                                  | Getafe                |      |
| 08131  | Ctra. M-301 - Caserío de Perales         | 412                  |                                  | Getafe                |      |
| 09969  | Ctra. M-301 - Cañada Real                | 412                  |                                  | Getafe                |      |
| 18702  | Ctra. M-301 - Convento                   | 412                  |                                  | Getafe                |      |
| 09566  | La Marañosa - Poblado de Arriba          | 412                  |                                  | San Martín de la Vega |      |
| 09565  | La Marañosa - Poblado de Abajo           | 412                  |                                  | San Martín de la Vega |      |
| 16715  | Ctra. M-301 - Gózquez de Arriba          | 412                  |                                  | San Martín de la Vega |      |
| 17585  | Av. Nicasio Sevilla - Guardia Civil      | 1                    |                                  | San Martín de la Vega |      |
| 08014  | Av. Alcalde Antonio Chapado - San Isidro | 410 412 413 416 1 I1 |                                  | San Martín de la Vega |      |
| 08016  | Av. Alcalde A. Chapado - Naciones Unidas | 410 412 416 1 I1     |                                  | San Martín de la Vega |      |
| 15830  | Av. San Juan de Dios - Est. Ciempozuelos | 416 1                | Ciempozuelos                     | Ciempozuelos          |      |
| 09217  | Titulcia - Ctra. Villaconejos            | 416                  |                                  | Titulcia              |      |
| 18121  | Ctra. M-320 - Los Cohonares              |                      |                                  | Chinchón              |      |
| 12209  | Ctra. M-320 - Los Almendros              |                      |                                  | Chinchón              |      |
| 18118  | Ctra. M-320 - Las Calabazas              |                      |                                  | Chinchón              |      |
| 12128  | Villaconejos - Pza. Alegría              | 430                  |                                  | Villaconejos          |      |
| 11371  | Villaconejos - Centro Cultural           | 337 430              |                                  | Villaconejos          |      |
| 09218  | Villaconejos - Pza. Alegría              | 430                  |                                  | Villaconejos          |      |
| 12667  | Ctra. M-320 - Urtajo 1                   | 430                  |                                  | Colmenar de Oreja     |      |
| 11703  | Ctra. M-320 - Urtajo 2                   | 430                  |                                  | Colmenar de Oreja     |      |
| 11704  | Ctra. M-320 - Urb. Balcón del Tajo       | 430                  |                                  | Colmenar de Oreja     |      |
| 11707  | Italia - Valle San Juan                  | 430                  |                                  | Colmenar de Oreja     |      |
| 11708  | Ctra. M-318 - Urb. Los Vallejos          | 430                  |                                  | Colmenar de Oreja     |      |

### Sentido Madrid (Villaverde Bajo-Cruce)
| Código | Parada                                         | Común con          | Conexiones con Metro y Cercanías | Municipio             | Zona |
| ------ | ---------------------------------------------- | ------------------ | -------------------------------- | --------------------- | ---- |
| 11708  | Ctra. M-318 - Urb. Los Vallejos                | 430                |                                  | Colmenar de Oreja     |      |
| 11707  | Italia - Valle San Juan                        | 430                |                                  | Colmenar de Oreja     |      |
| 11706  | Ctra. M-320 - Urb. Balcón del Tajo             | 430                |                                  | Colmenar de Oreja     |      |
| 11705  | Ctra. M-320 - Urtajo 2                         | 430                |                                  | Colmenar de Oreja     |      |
| 12668  | Ctra. M-320 - Urtajo 1                         | 430                |                                  | Colmenar de Oreja     |      |
| 12128  | Villaconejos - Pza. Alegría                    | 430                |                                  | Villaconejos          |      |
| 11371  | Villaconejos - Centro Cultural                 | 337 430            |                                  | Villaconejos          |      |
| 09218  | Villaconejos - Pza. Alegría                    | 430                |                                  | Villaconejos          |      |
| 18117  | Ctra. M-320 - Las Calabazas                    |                    |                                  | Chinchón              |      |
| 12210  | Ctra. M-320 - Los Almendros                    |                    |                                  | Chinchón              |      |
| 18120  | Ctra. M-320 - Los Cohonares                    |                    |                                  | Chinchón              |      |
| 16132  | Titulcia - Ctra. Villaconejos                  | 416                |                                  | Titulcia              |      |
| 15830  | Av. San Juan de Dios - Est. Ciempozuelos       | 416 1              | Ciempozuelos                     | Ciempozuelos          |      |
| 08017  | Av. Alcalde A. Chapado - París                 | 410 412 416 1      |                                  | San Martín de la Vega |      |
| 16834  | Av. Alcalde Antonio Chapado - El Quiñón        | 412 416 1          |                                  | San Martín de la Vega |      |
| 08015  | Pza. Cervantes - Alcalde A. Chapado            | 410 412 413 416 I1 |                                  | San Martín de la Vega |      |
| 17586  | Av. Nicasio Sevilla - Santa Mª de la Cabeza    | 1                  |                                  | San Martín de la Vega |      |
| 16714  | Ctra. M-301 - Gózquez de Abajo                 | 412                |                                  | San Martín de la Vega |      |
| 07670  | La Marañosa - Poblado de Abajo                 | 412                |                                  | San Martín de la Vega |      |
| 07671  | La Marañosa - Poblado de Arriba                | 412                |                                  | San Martín de la Vega |      |
| 18702  | Ctra. M-301 - Convento                         | 412                |                                  | Getafe                |      |
| 09970  | Ctra. M-301 - Cañada Real                      | 412                |                                  | Getafe                |      |
| 08132  | Ctra. M-301 - Caserío de Perales               | 412                |                                  | Getafe                |      |
| 08130  | Ctra. M-301 - Complejo Deportivo               | 411 412 4          |                                  | Getafe                |      |
| 08126  | Ctra. M-301 - Monte Perdido                    | 411 412            |                                  | Getafe                |      |
| 08124  | Av. Los Rosales - Ventorro                     | 411 412            |                                  | Madrid                |      |
| 07688  | Av. Los Rosales - Depuradora Butarque          | 411 412            |                                  | Madrid                |      |
| 07691  | Av. Los Rosales - Gasolinera                   | 411 412            |                                  | Madrid                |      |
| 07687  | Av. Los Rosales - Central Eléctrica Villaverde | 411 412            |                                  | Madrid                |      |
| 18276  | Av. Los Rosales - Zafiro                       | 411 412            |                                  | Madrid                |      |
| 4983   | Centro Cultural Los Rosales                    | 411 412 85 123     |                                  | Madrid                |      |
| 08137  | Av. Rosales - Uranio                           | 412                |                                  | Madrid                |      |
| 16732  | Av. Andalucía - Villaverde Bajo Cruce          | 412 414 427 432    | Villaverde Bajo Cruce            | Madrid                |      |